# ESKAPE
ESKAPE은 독력이 강하고 항생제 내성을 많이 가지는 여섯 종류의 병원균을 가리키는 두문자어이다. 여섯 종류의 세균은 각각 엔테로코커스 패시움(Enterococcus faecium), 황색 포도상구균(Staphylococcus aureus), 폐렴 막대균(Klebsiella pneumoniae), 아시네토박터 바우마니(Acinetobacter baumannii), 녹농균(Pseudomonas aeruginosa), 엔테로박터(Enterobacter)이다. 이 약어는 때때로 대장균(Escherichia coli)을 포함하기 위해 ESKAPEE로 확장되기도 한다. 이 세균들은 시간이 갈수록 여러 항생제에 내성을 보이는 다제내성(MDR)이 늘어나고 있어, 흔히 사용되는 항생제의 작용에서 빠져나갈(escape) 수 있다. 이 때문에 ESKAPE에 속한 세균들은 전 세계적으로 생명을 위협할 수 있는 원내감염을 일으키는 주된 원인인데, 특히 면역결핍 상태의 환자나 중증 환자에서 감염의 위험이 가장 크다. 녹농균과 황색포도상구균은 의료 시설에서 발견되는 미생물막에 가장 흔히 발견되는 세균이다. 녹농균은 그람 음성의 간균으로 장내세균총이나 토양, 물 등에서 흔히 살면서 의료 시설에 있는 환자에게 직간접적으로 전파될 수 있다. 병원균들은 의료 장비, 손, 다양한 물건의 표면 등을 오염시켜서 전파되기도 한다. 기회감염을 일으키는 병원균들은 입원한 환자들에서 폐렴 등의 폐 감염, 혈액 감염, 비뇨계 감염, 수술 후의 기타 다른 신체 부위 감염 등의 원인이 될 수 있다. 황색포도상구균은 그람 양성의 구균으로, 자연 환경에도 서식하며 많은 건강한 사람들의 피부와 코에도 살고 있다. 황색포도상구균이 체내로 침입하면 피부와 뼈의 감염, 폐렴, 그 외 잠재적으로 심각할 수 있는 여러 감염병을 일으킬 수 있다. 황색포도상구균은 많은 항생제에 내성을 얻은 상태기 때문에 치료가 어려워지고 있다. 세균은 여러 선택압을 받으면서 유전자 돌연변이로 내성이 발생하거나, 수평적 유전자 이동을 통해 항생제 내성 유전자를 획득하기도 한다.
항생제 내성과 다제내성이 많아지고 있는 주된 이유 중 하나는 ESKAPE 세균의 등장이 의료 기관뿐만 아니라, 농업이나 축산업 분야에서의 과도한 항생제 사용 때문이기도 하다는 점이다. 또 다른 주요 요인으로는 항생제의 잘못된 사용이나, 치료지침을 준수하지 않는 치료가 있다. 이러한 요인들로 인해 항생제 내성과 다제내성균 감염을 박멸하는 데에 효과적인 항생제는 시간이 갈수록 계속 줄고 있으며, 동시에 자금도 부족하여 새로운 항생제의 개발 역시 잘 이루어지지 않고 있다. ESKAPE을 포함한 다른 항생제 내성을 가진 세균들은 국제적인 공중보건에 위협이 되고 있으며, 보다 전체론적이며 다학제적인 접근(원 헬스)의 관점에서 다루어야 할 필요가 있다.

## 특징
ESKAPE 세균들이 다른 병원균들에 비해 특이한 점은 페니실린, 반코마이신, 카바페넴 등의 흔히 사용되는 항생제에 갈수록 내성을 많이 가지게 되고 있다는 점이다. 날이 갈수록 증가하는 항생제 내성과, 의학 분야에서의 이 세균들의 임상적 중요성을 고려하였을 때 이들의 항생제 내성 기전을 이해하고 새로운 항생제로 대응할 필요가 있다. 항생제 내성의 기전은 항생제의 구조를 공격하는 효소의 생산(베타-락탐 계열 항생제에 대한 베타-락타메이스 등), 항생제가 표적으로 하는 표적 부위를 변형시켜 항생제가 결합하지 못하게 하는 경우, 들어온 항생제를 밖으로 내보내는 유출 펌프(efflux pump), 미생물막 형성 등이 있다. 유출 펌프는 항생제를 포함한 외부 물질을 지속적으로 밖으로 내보내는 그람 음성균 세포막의 특징으로, 이로 인해 세균 세포 내부에서는 약물이 효과를 보일 만큼 충분히 농도가 높아지지 못한다. 미생물막은 여러 미생물 군집과 중합체의 혼합물로, 이 막이 물리적 장벽 역할을 해 항생제 치료로부터 세균을 보호한다.

## 임상적 위협
자주 사용되는 항생제에 대한 ESKAPE 세균들의 내성이 증가하면서 이들은 일반인들의 안전에도 추가적인 위협이 되고 있으며, 특히 병원 환경과 자주 접촉하는 사람들은 원내감염의 가능성이 있으므로 더욱 큰 위협으로 다가오고 있다. 증가된 항생제 내성의 양상은 세균마다 다르지만, 내성의 원인은 비슷하다. 항생제 내성의 공통된 원인 중 하나는 잘못된 항생제 투여이다. 치료 용량보다 적은 용량을 처방하거나, 제대로 처방한 항생제를 환자가 잘 복용하지 않은 경우 세균이 항생제에 적응할 기회가 생기게 된다. 이럴 때 세균은 자연선택 과정을 거치면서 약물에 내성을 가진 특정 균주들이 많이 발달하게 된다. 약물에 내성을 가진 균주가 생기는 것은 생명체에서 지속적으로 벌어지는 과정인 무작위적인 유전자 돌연변이 때문이다. 자연선택으로 인해 생존에 유리한 돌연변이가 발생한 균주가 더 많이 자라게 된다. 또한 균주 중에는 균주 안에서 수평적 유전자 이동을 일으킬 수 있는 것들이 있는데, 이는 균주 안의 한 세균에서 다른 세균으로 내성 유전자를 전달할 수 있게 한다. 병원 환경에서는 세균이 지속적으로 항생제에 노출되고, 돌연변이로 내성을 가지게 된 세균이 아직 내성을 가지지 못한 세균에게 수평적 유전자 이동을 통해 내성 유전자를 전파할 수 있다.

## 세균 협막
ESKAPE 중 녹농균(P. aeruginosa)과 폐렴막대균(K. pneumoniae)은 협막을 가진 세균에도 속한다.

## 같이 보기
- 세균 협막
- 메티실린 내성 황색 포도상구균
- 반코마이신 내성 황색 포도상구균
- 반코마이신 내성 창자알균